# 小行星5841
小行星5841（英語：5841 Stone）是一颗围绕太阳公转的小行星。1982年9月19日，埃莉諾·赫琳在帕洛马山发现了此天体。
这颗小行星的绝对星等为45.15396177373等。